# ベンシャーマン

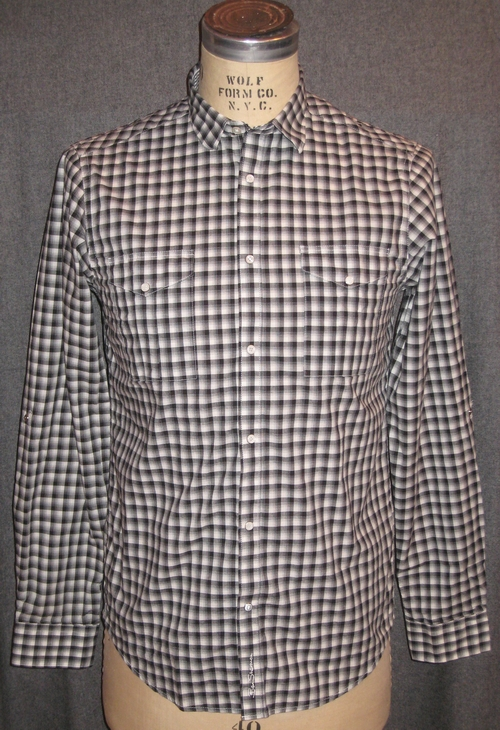
ベン・シャーマンのシャツ

ベンシャーマン（Ben Sherman）はイギリスのアパレルブランドの一つ。シャツ、スーツ、靴、小物等を扱う。
1963年イギリスのブライトンにて創立。現在は紳士・婦人・子供用に展開している。
デザインにモッズ・ターゲットと呼ばれるイギリス空軍の国籍マークであるラウンデルやイギリス国旗のユニオンジャックを好んで用いていることで知られている。
オリジナルのボタンダウンシャツは当時のモッズと呼ばれる若者達に好まれていた。
また、1960年代から現在にいたるまで英国のミュージシャンに着用されることが多い。
日本においては、2008年から株式会社アイ・ピー・ジー・アイが日本国内での独占輸入販売権とマスターライセンス権に関する契約を結んでいる。

## ショップ
2008年9月大阪なんばパークス4Fにオンリーショップオープン。
メンズ・レディース、トータルアイテムが揃う唯一のショップ。